# Michel Adanson
Michel Adanson (Aix-en-Provence; 7 de abril de 1727 - París, 3 de agosto de 1806) fue un botánico, micólogo, algólogo y pteridólogo francés de origen escocés.

## Biografía
Adanson estudió en la Universidad de París siendo discípulo de René Antoine Ferchault de Réaumur y de Bernard de Jussieu. Emprendió un viaje de investigación en 1748 a las islas Canarias y a la colonia francesa de Senegal, donde permaneció hasta 1753 donde se dedicó a estudiar la Naturaleza y las gentes senegalesas.  Adanson publicó sus observaciones en la "Histoire naturelle du Sénégal" (París 1757; edición alemana por Martini, Brandenburg 1773, y por Schreber, Leipzig 1773).
También escribió Monografías dedicadas a algunas especies de plantas, entre otras sobre el baobab, sobre los osciladores y en 1751 dio a conocer a los siluros por primera vez.
Adanson murió en condiciones de pobreza. En el Jardin des plantes en París se erigió en su recuerdo una estatua de mármol en 1856.

## Honores

### Epónimos
- Género de plantas Adansonia L. (Malvaceae, Bombacoideae), se le puso este nombre en su memoria. La especie más conocida de este género es el árbol del pan del mono o baobab (Adansonia digitata L.)

- Más de 20 especies vegetales le fueron dedicadas
- Su epónimo igualmente nombra a una tortuga acuática viva, del norte de Senegal: Pelusios adansonii
- La ciudad de Aix-en-Provence lo honra en una calle.[1]
- Una revista científica de biología vegetal publicada por el Museo Nacional de Historia Natural de Francia, de París porta su nombre: Adansonia

## Obras
- "Histoire naturelle du Sénégal"(París 1757).
- "Cours d'histoire naturelle fait en 1772" (hrsg. von Payer, Paris 1844-45, 2 Volúmenes)
- "Histoire de la botanique et plan des familles naturelles des plantes" (hrsg. von A. Adanson y Payer, 2. Aufl., de. 1864).
- «Families des Plantes» (1763-64)
- La abreviatura «Adans.» se emplea para indicar a Michel Adanson como autoridad en la descripción y clasificación científica de los vegetales.[2]